# Saint-Georges, Gers
 Saint-Georges  là một xã của tỉnh Gers, thuộc vùng Occitanie, tây nam nước Pháp.